# Фішер Борис Йосипович
Борис Йосипович Фішер (19 травня 1934) — радянський футболіст, який виступав на позиції нападника. Відомий за виступами у низці футбольних клубів радянського класу «Б», зокрема одеського «Чорноморця» та дніпропетровського «Дніпра».

## Клубна кар'єра
Борис Фішер розпочав виступи на футбольних полях у 1954 році в аматорській команді «Сокіл» з Таллінна, далі грав у армійській та флотській аматорських командах естонської столиці. У 1956 році став гравцем команди класу «Б» «Динамо» з Таллінна, проте в головній команді клубу дебютував лише наступного року, зігравши за клуб 30 матчів, у яких відзначився 10 забитими м'ячами. У 1958 році грав у складі одеського «Чорноморця», за який провів 7 матчів, не відзначившись забитими м'ячами.
У 1959 році Борис Фішер став гравцем іншої команди класу «Б» «Авангард» із Жовтих Вод). У складі команди грав до 1963 року, зігравши за клуб більше 120 матчів. Кінець сезону провів у дніпропетровському «Дніпрі», за який зіграв 8 матчів.
У 1964 році Борис Фішер став гравцем команди класу «Б» «Спартак» з Івано-Франківська, за який провів 30 матчів. Наступний сезон футболіст провів у складі ізмаїльського «Дунаєць», після чого у складі команд майстрів не грав.